# Agent tajne službe
Agent (špijun), osoba koja po nalogu i na račun države (njezinih institucija), političkih i drugih organizacija ili pojedinaca, obavlja određene tajne poslove. Može biti diplomatski, konzularni, obavještajni, kontraobavještajni, vojni, policijski i dr. Takva klasifikacija je, uvjetno prihvaćena, manje-više, u većini zemalja. Obavještajna organizacija Hitlerovog Vrhovnog zapovjedništva (Abwehr) dijelila je, npr. svoje agente u deset skupina (glavni agent ili rezident, opći tip agenta, podagent, agent informator, agent pozadinske mreže, izviđač, osoba koje nesvjesno daje informacije, agent za vezu s pozadinskom mrežom). Japanci su u Drugom svjetskom ratu imali drugačiju podjelu, a i u drugim zemljama postojale su određene specifičnosti u tretmanu, funkcijama i klasifikaciji agenata. Diplomatski agent obavlja određene zadatke političke prirode, najčešće, između država (odnosno državnih institucija). Obavještajni i kontraobavještajni agent je osoba koja prikuplja podatke političke, ekonomske, vojne i druge prirode za račun obavještajnih centara ili organizacija, odnosno koje otkriva i sprečava takvu djelatnost. To radi za novac (novčanu nagradu) ili na dobrovoljnoj bazi, a često je vrbovan za takvu djelatnost pod pritiskom.
U literaturi se ta vrsta agenta naziva još uhoda, dostavljač, špijun, izvjestitelj, povjerenik, promatrač, tajni policajac, već prema tome s koje se strane gleda njihov rad i kakva je terminologija usvojena. Agent koji istovremeno radi za dvije zemlje naziva se dvojnik (dvostruki agent), a onaj koji potiče drugog na protuzakonitu djelatnost u namjeri da ga poslije toga prijavi ili da ga natjera da mu otkrije neke tajne, zove se provokator. Agent za vezu služi za održavanje veze između drugih vrsta (ili pojedinih) agenata s centrom ili višim obavještajnim institucijama.

### Obavještajni agent
Obavještajni agenti javljaju se još u državama starog vijeka, jer je oduvijek postojala potreba da se sazna što protivnik ili potencijalni neprijatelj misli, radi i namjerava. Radi toga su obavještajne službe angažirale osobe različitih profesija (zanimanja), spola i uzrasta. Gotovo da nema državnika ili vojnog stratega koji se nije koristio uslugama i podacima agenata. Friedrich II. Veliki i Napoleon Bonaparte su ih izuzetno cijenili. Poznata je Friedrichova izreka o značaju agenata: "Gospodin maršal de Soubise (Charles de Rohan Soubise, francuski vojskovođa) dopušta da ga slijede sto kuhara, a ja radije da mi prethode sto špijuna." I Napoleon Bonaparte često je ukazivao svojim časnicima na važnost obavještajne službe i korist od agenata. Njegova misao da "ima ratova koji se mogu bolje riješiti špijunažom nego pješaštvom, konjaništvom i topništvom", iako prilično pojednostavljena, pokazuje koliki je značaj pridavao špijunima i obavještajnoj službi uopće.

### Sprječavanje djelovanja agenata
Međutim, iako se njima svaka država i vojska koriste, sve su usporedo donosile i vrlo stroge zakone protiv osoba koja su radila za neprijatelja. Još u bavarskom Vojno-kaznenom zakoniku iz 1869. dana je definicija špijuna: Onaj koji, da bi pomogao neprijatelju, potajno nastoji da saznati stanje jedinica, logora, utvrđenja ili skladišta, jačinu, raspored, pokrete i manevre vojske, ili druge okolnosti koje se odnose na napad ili obranu.
Slične ili nešto dopunjene formulacije o tome tko se smatra agentom (špijunom, doušnikom i sl.) nailazimo i u vojno-kaznenom (i uopće kaznenom) zakonodavstvu drugih zemalja, uz istovremene sankcije protiv takvih osoba. O tome govori i 29. članak Haaške konvencije iz 1890. Špijunom se smatra osoba koje potajno ili pod lažnim izgovorom, u operacijskom području jedne zaraćene strane, prikuplja ili pokušava prikupiti podatke u namjeri da ih priopći protivničkoj strani. Vojne osobe u uniformi koje su prodrle u operacijsko područje protivničke vojske ne mogu se smatrati špijunima.
U SFRJ se špijunaža kvalificirala kao teško kazneno djelo. O njoj govori i Kazneni zakonik iz 1951. u kojem 105. članak kaže : Tko povjerljive vojne, ekonomske ili službene podatke ili dokumenta priopći ili preda stranoj organizaciji ili osobi koje im služi, ili tko takve podatke ili dokumente pribavlja u namjeri da ih preda stranoj državi, stranoj organizaciji ili osobi koje im služe, kazniti će se strogim zatvorom od najmanje tri godine ili smrtnom kaznom. Kazneni zakonik SFRJ okrivljuje agenturnu djelatnost kao kazneno djelo protiv naroda i države, s tim što je za suđenje vojnim osobama, za koje se utvrdi da su se bavila takvom djelatnošću, nadležan vojni sud.